# 硫化銣
硫化銣是一種無機化合物、無機鹽類，其化學式為Rb2S。常溫下為無色易朝解固體，它的性質都與同族硫化物:硫化鋰、硫化鈉和硫化鉀類似。

## 制備
可將硫化氫溶解在氫氧化銣水溶液，會先生成硫氫化銣的中間產物，最終會形成硫化銣，即可制備硫化銣。
{\displaystyle \mathrm {RbOH+H_{2}S\longrightarrow RbHS+H_{2}O} }
{\displaystyle \mathrm {RbHS+RbOH\longrightarrow Rb_{2}S+H_{2}O} }

## 性質

### 物理性質
硫化銣的晶體結構為立方晶系，它的晶體結構與硫化鋰、硫化鈉和硫化鉀類似，都為反螢石型結構，其空間群為{\displaystyle Fm{\bar {3}}m}，晶格參數為 a =765.0 pm，且每單元位晶胞包含4個單元。

### 化學性質
硫化銣會與硫在氫氣氛围中反應，生成五硫化铷（Rb2S5）。